# Longeville-sur-la-Laines
Longeville-sur-la-Laines korábbi község Franciaországban, Haute-Marne megyében. Lakosainak száma 415 fő (2018. január 1.). Longeville-sur-la-Laines Hampigny, Lentilles, Vallentigny, Ceffonds és Louze községekkel határos.
2016. január 1-jén három másik korábbi községgel egyesült és az így létrejött Rives Dervoises új község része lett.

## Népesség
A település népességének változása:
| Lakosok száma | 505  | 498  | 386  | 410  | 419  | 447  | 469  | 442  | 420  | 415  |
|               | 1962 | 1968 | 1982 | 1990 | 1999 | 2008 | 2011 | 2013 | 2017 | 2018 |